# Stereguschtschi-Klasse
Die Projekt 20380, auch als Stereguschtschi-Klasse (russisch „Стерегущий“) bezeichnet, ist eine Klasse von Mehrzweckkorvetten der Russischen Marine.

## Vorgeschichte
Mit dem Projekt 11661 sollte ein Standard-Küstenschutzschiff für die WMF (russisch: Военно Морской Флот (ВМФ) / Transkription Wojenno-Morskoi Flot (WMF) – dt. Seekriegsflotte) gebaut werden, jedoch scheiterten diese Pläne mit der Finanzkrise der neunziger Jahre. Mit der veränderten geopolitischen Situation wurde der Ruf nach einem Mehrzweckschiff laut. Das Konstruktionsbüro „Almas“ (russisch Центральное Морское Конструкторское Бюро (ЦМКБ) „Алмаз“) entwickelte daraufhin das Projekt 20380. Die Mehrzweckkorvette des 21. Jahrhunderts soll nun vor allem die Schiffe des Projektes 1124 ablösen.
Das Schiff wurde für den Schutz der 200-Meilen-Wirtschaftszone entwickelt. Dies umfasst insbesondere die Bekämpfung von Piraterie und Terrorabwehr, Schutz der Handelsschifffahrt, U-Bootabwehr und Flugabwehr.

## Eigenschaften
Bei einer Länge von 104,5 Meter verdrängen die Schiffe der Stereguschtschi-Klasse etwa 2.200 Tonnen. Sie sind 14 Meter breit und haben einen Tiefgang von 3,70 Meter. Der Stahlrumpf ist in neun Abteilungen unterteilt, die zugleich als Schiffssicherungszonen ausgelegt sind. Beim Bau kamen Stealth-Technologien zur Anwendung. Dies ist deutlich an den großen, flachen und winkelig angeordneten Flächen bei Rumpf und Aufbauten zu erkennen. Außerdem sind die Waffen und Sensoren stealthgerecht verkleidet. Eine radarabsorbierende Beschichtung der in Kompositbauweise hergestellten Aufbauten sorgt zusätzlich für eine geringere Radarrückstrahlung. Auch im Magnet-, Infrarot- und Akustikbereich sind Signaturreduzierungen verwirklicht worden.
Der modulare Aufbau erleichtert (vor allem im Export) die Einrüstung von Waffen- und Sensorsystemen nach den speziellen Wünschen des Kunden. Darüber hinaus ergeben sich dadurch auch Einsparungen bei Bau, Instandhaltung und späterer Modernisierung. Die Stereguschtschi-Klasse ist für eine Dienstdauer von 30 Jahren ausgelegt. Der Hangar und das Flugdeck sind für die Mitnahme und den Betrieb eines Hubschraubers der 12-Tonnen-Klasse konzipiert. Die Einsatzdauer wird mit 15 Tagen angegeben. Die Besatzungsstärke inklusive des fliegenden Personals beträgt 100 Personen.

## Technik

### Antrieb
Vier russische Schiffsdiesel 16D49 von Kolomenskij Sawod mit einer Gesamtleistung von 17,65 MW bilden die CODAD-Antriebsanlage (Combined Diesel and Diesel). Über zwei Schrauben mit Verstellpropeller erreichen die Korvetten eine Höchstgeschwindigkeit von 26 Knoten. Die Maschinen sind geräuschdämmend gelagert. Bei wirtschaftlicher Fahrstufe von 14 Knoten beträgt die Einsatzreichweite der Stereguschtschi-Klasse 3.500 Seemeilen. Auch die Auslegung als CODAG-Anlage (Combined Diesel And Gas) mit zwei Dieselmotoren und zwei Gasturbinen ist möglich. In dieser Version würden die Schiffe eine Höchstgeschwindigkeit von 30 Knoten erreichen.

### Bewaffnung

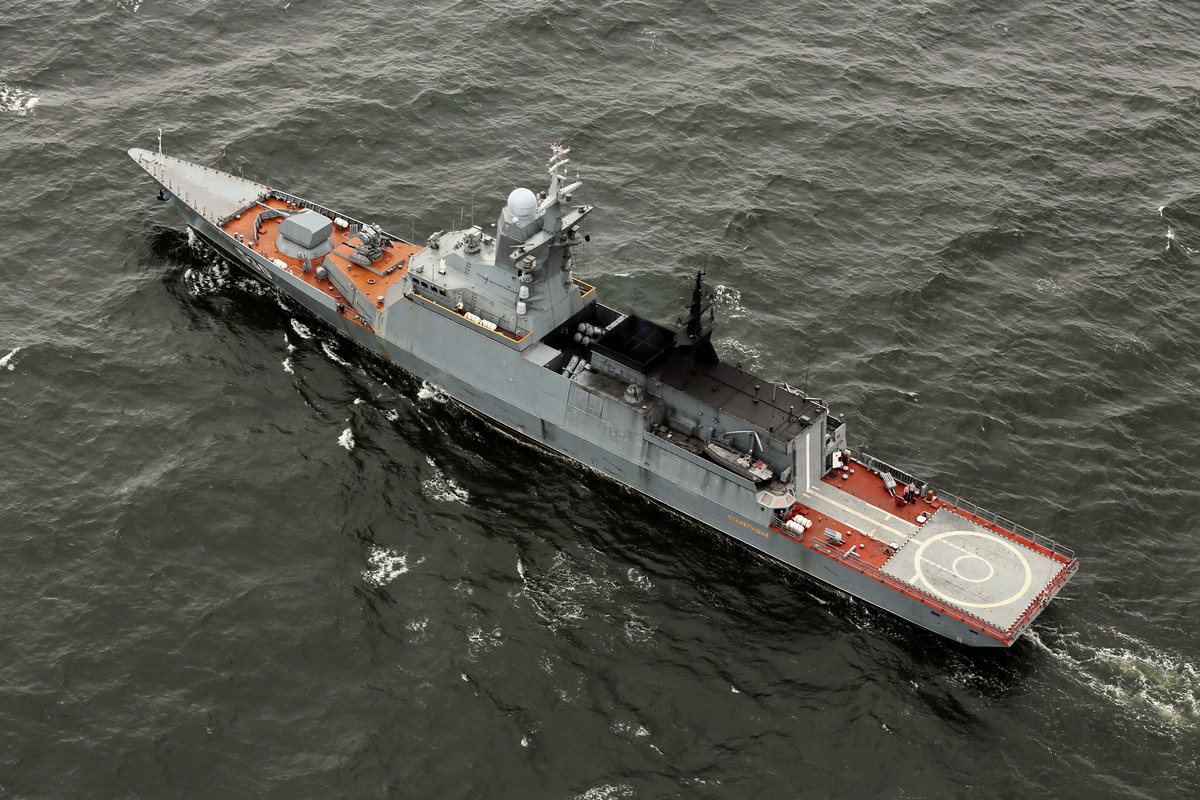
Luftaufnahme der Stereguschtschi (2018) mit den beiden 3M24-Vierfachstartern in der Schiffsmitte.

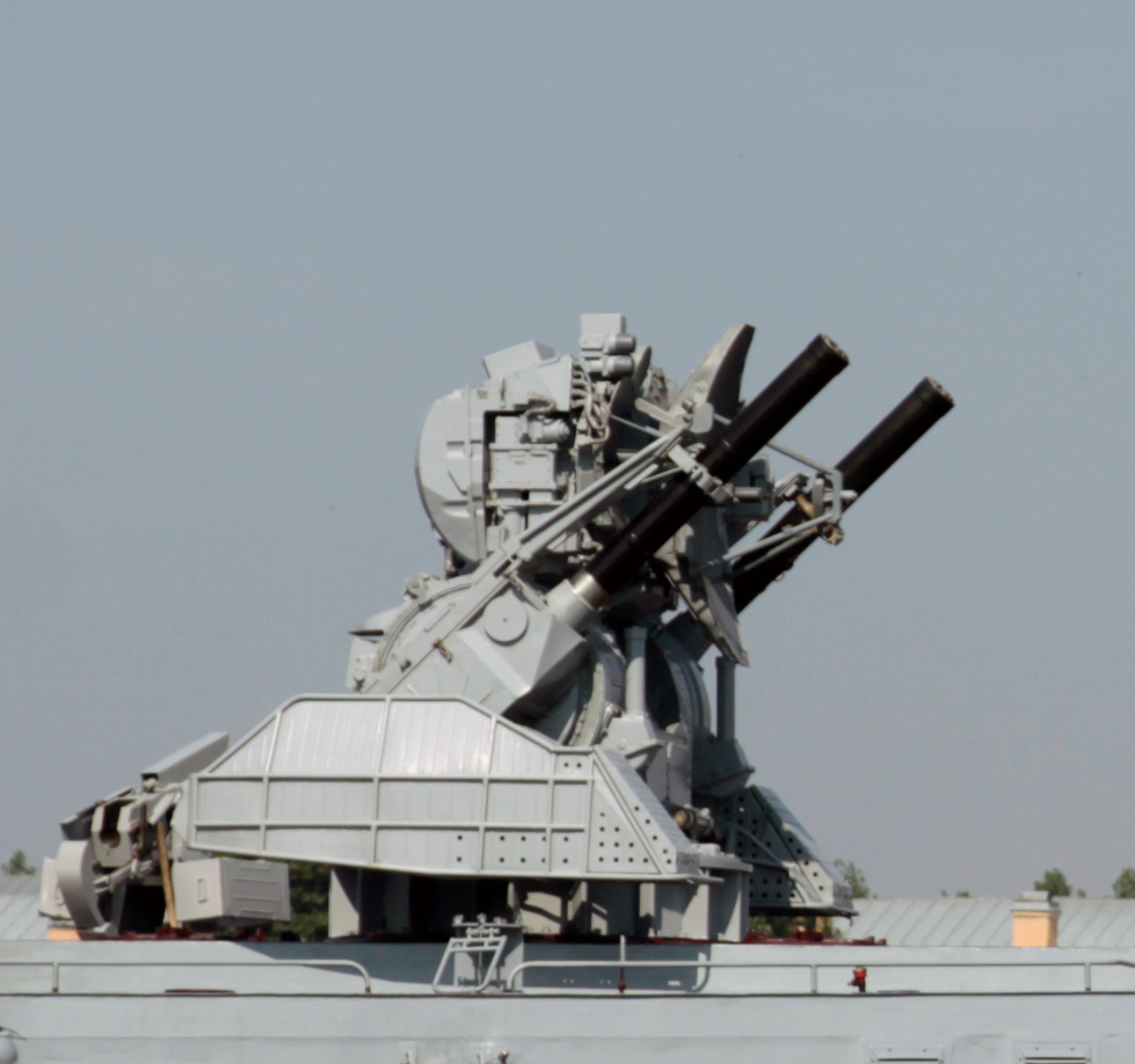
Nahaufnahme des Kortik-CIW-Systems auf dem Vorschiff der Stereguschtschi

Die Schiffsabwehrbewaffnung besteht aus zwei Vierfachstartern für Seezielflugkörper 3M24. Die Anlagen befinden sich hinter einer Verkleidung zwischen Schornstein und vorderem Mast. Die Reichweite des Mach 0,8 schnellen Flugkörpers liegt zwischen 5 und 130 km. Auf der Back ist ein Geschütz A-190E, Kaliber 100 Millimeter, mit stealthgerechter Verkleidung, vorhanden. Es kann zur Bekämpfung von See-, Luft- und Landzielen eingesetzt werden. Die Reichweite wird mit 21 Kilometern und die Kadenz mit 80 Schuss pro Minute angegeben.
Zur U-Bootabwehr ist das Torpedo-System „Paket-NK“, bestehend aus acht 324-mm-Rohren, vorhanden. Es ist in der Lage, zwei unterschiedliche Torpedotypen mitzuführen, womit sowohl feindliche U-Boote als auch Torpedos bekämpft werden können. Der mitgeführte Bordhubschrauber Kamow Ka-27PL ist eine weitere Komponente der U-Bootabwehr.
Zur Flugabwehr im Nah- und Nächstbereich befindet sich beim Typschiff vor der Brücke das Hybridsystem Kortik. Die Anlage setzt sich zusammen aus zwei sechsrohrigen 30-mm-Geschützen AK-630, zwei Vierfachstartern für Flugabwehrraketen 9M311, einem Radarsystem zur Feuerleitung und Zielverfolgung sowie einem elektro-optischen Sensor. Die Einsatzentfernungen betragen für die Geschütze AK-630 500 bis 4.000 Meter und für die Flugkörper 1.500 bis 8.000 Meter. In der Höhe können 3.000 bzw. 4.000 Meter erreicht werden. Die Rohrwaffen haben eine Kadenz von 5.000 Schuss pro Minute. An Flugkörpern ist ein Vorrat von 64 Stück verfügbar.
Bei den nachfolgenden Einheiten findet anstelle des Kortik-Systems das neuentwickelte Flugabwehrraketensystem 3K96 Poliment-Redut Verwendung. Es enthält ein VLS mit 12 Zellen, welche mit 9M96-Lenkwaffen mit 40–120 km Reichweite oder Quad-Packs mit den für den im Nahbereich einsetzbaren 9M100-Lenkwaffen ausgerüstet werden können.

### Sensoren
Ein 3D-Luftraumüberwachungsradar Furke-2 ist in dem Radom des vorderen Mastes eingebaut. Darunter befindet sich das Seeraumüberwachungsradar, das durch die Mastverkleidung optisch nicht zu erkennen ist. Die Feuerleitung der Flugabwehr erfolgt durch das Radar Monument und das Feuerleitradar 5P10E Puma-E.
Zur Sonarausrüstung gehören ein Bugsonar Zarja-ME mit 19 Kilometer Reichweite und ein tieffrequentes Schleppsonar Typ Winejtka-EM. Im Passivbetrieb hat es eine Auffassungsreichweite von 15 bis 20 km und aktiv eingesetzt von 40 bis 60 km.

## Projekt 20385
Das Projekt 20385 stellt eine Weiterentwicklung der Stereguschtschi-Klasse dar. Die Änderungen umfassen einen verlängerten Rumpf mit einer neuen Bewaffnungskonfiguration. Das Redut-Flugabwehrsystem wird ergänzt durch das PESA-Radarsystem Poliment und seine nun 16 Zellen wandern an die Seiten des Hubschrauberlandeplatzes im Heck des Schiffes. Der Platz vor der Brücke wird stattdessen durch das UKSK-VLS eingenommen, dessen 8 Zellen BrahMos-, P-800- und Kalibr-Lenkwaffen in beliebiger Variation aufnehmen können. Die maximale Einsatzverdrängung erhöht sich auf rund 2.500 Tonnen.

## Einheiten

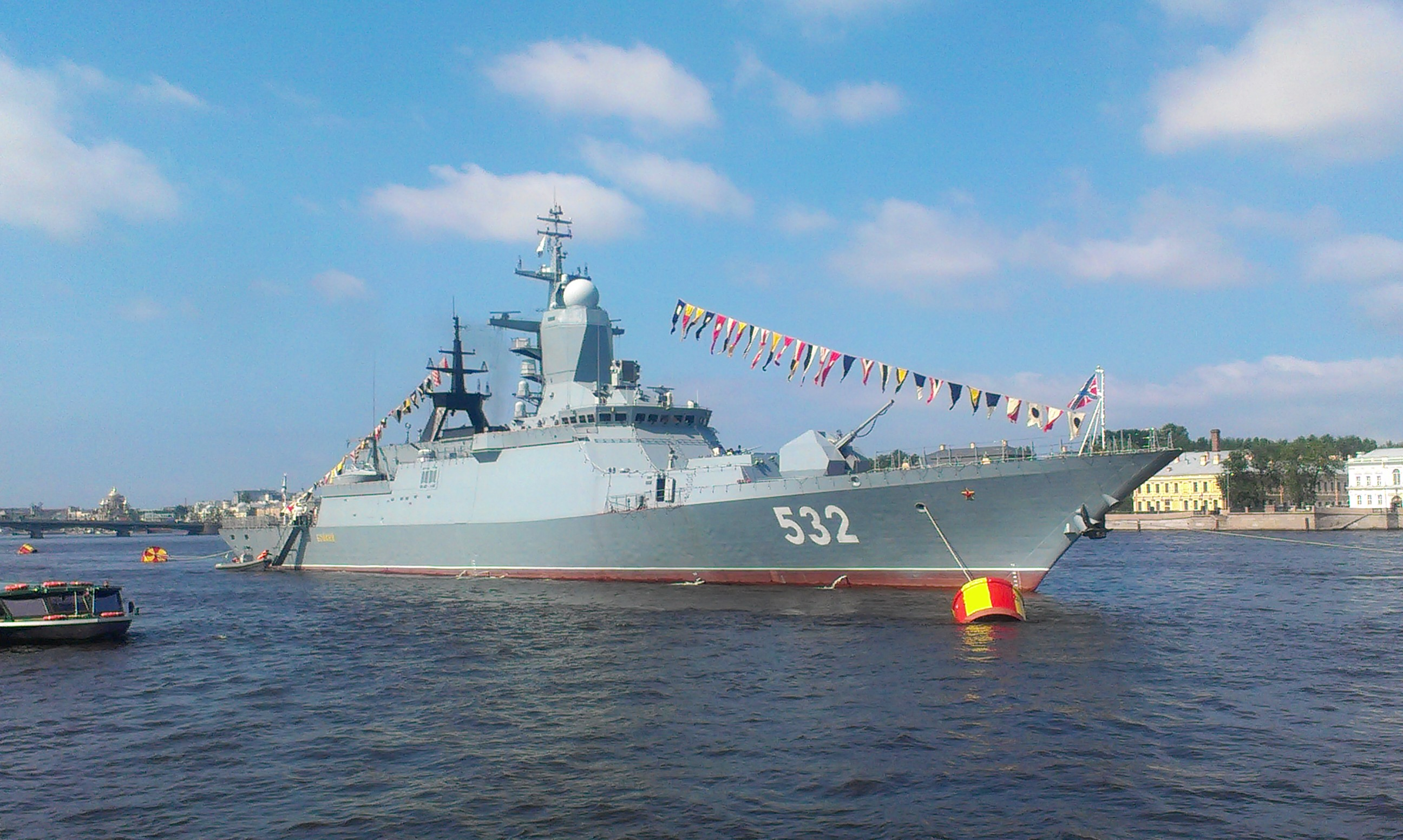
Korvette Bojki 2013

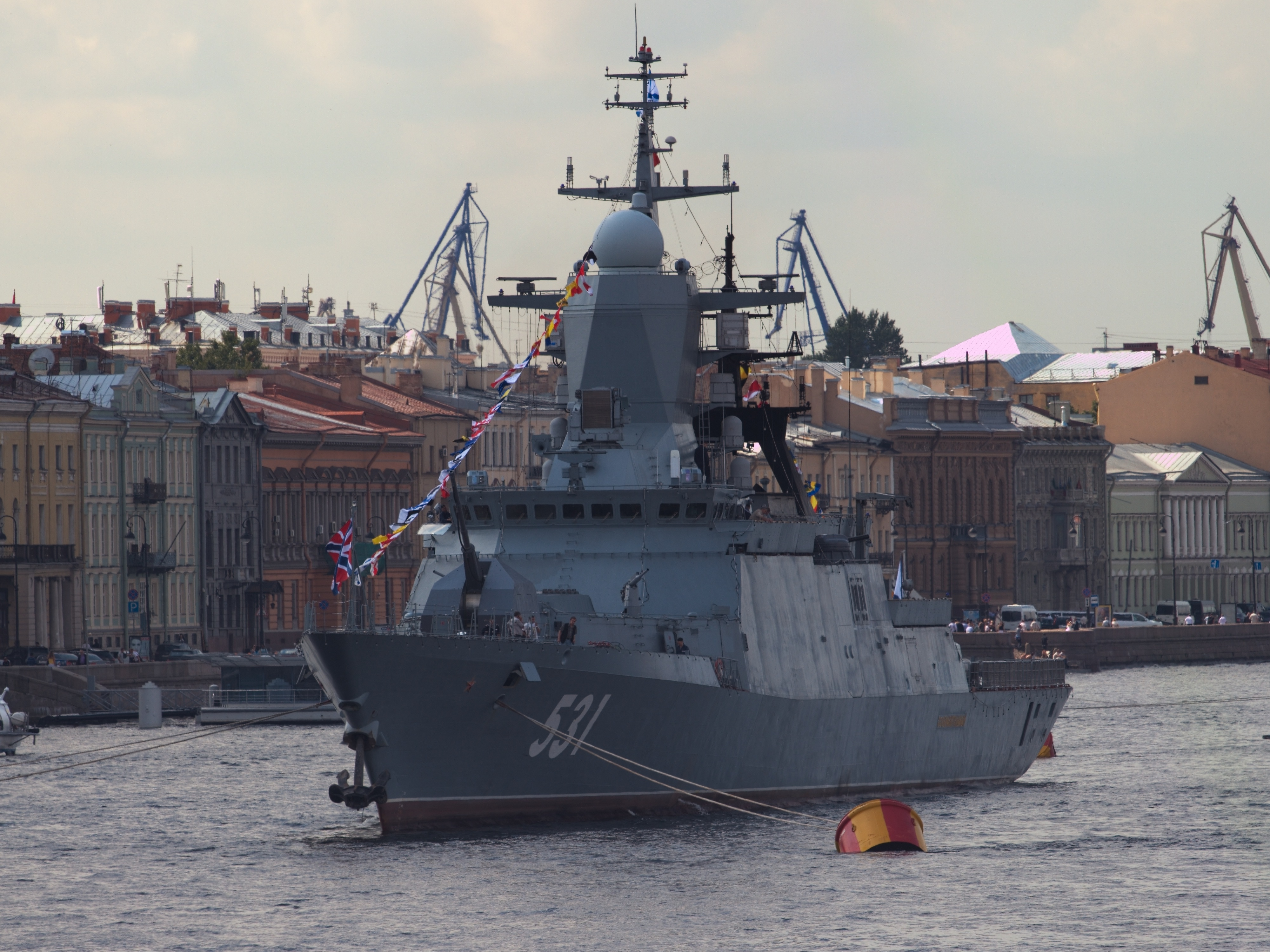
Korvette Soobrasitelny 2011

Obwohl das Typschiff Stereguschtschi schon 2004 an die WMF übergeben werden sollte, verzögerte sich das Programm auf Grund von steigenden Baukosten, verursacht durch Entwurfsmängel und technische Probleme. Nach der Ausrüstung im Dock begann am 10. November 2006 die Seeerprobung. Am 15. November 2007 wurde die Stereguschtschi offiziell an die WMF übergeben. Nachdem allerdings während der Erprobungen immer wieder technische Störungen auftraten, durchlief das Schiff noch eine weitere Erprobungsphase, ehe es bei der Baltischen Flotte in Dienst gestellt wurde.
| Kennung       | Name                                          | Werft         | Kiellegung         | Stapellauf     | Indienststellung   | Zugehörigkeit     | Sonstiges                                                         |
| Projekt 20380 | Projekt 20380                                 | Projekt 20380 | Projekt 20380      | Projekt 20380  | Projekt 20380      | Projekt 20380     | Projekt 20380                                                     |
| ------------- | --------------------------------------------- | ------------- | ------------------ | -------------- | ------------------ | ----------------- | ----------------------------------------------------------------- |
| 530           | Stereguschtschi                               | Sewernaja     | 21. Dezember 2001  | 16. Mai 2006   | 28. Februar 2008   | Baltische Flotte  |                                                                   |
| 531           | Soobrasitelny                                 | Sewernaja     | 20. Mai 2003       | 31. März 2010  | 14. Oktober 2011   | Baltische Flotte  |                                                                   |
| 532           | Bojki                                         | Sewernaja     | 27. Juli 2005      | 15. April 2011 | 16. Mai 2013       | Baltische Flotte  |                                                                   |
| 333           | Sowerschenny                                  | Amurski SSZ   | 30. Juni 2006      | 22. Mai 2015   | 20. Juli 2017      | Pazifikflotte     |                                                                   |
| 545           | Stoiki                                        | Sewernaja     | 10. November 2006  | 30. Mai 2012   | 18. Juli 2014      | Baltische Flotte  |                                                                   |
| 335           | Gromki                                        | Amurski SSZ   | 17. Februar 2012   | 28. Juli 2017  | 25. Dezember 2018  | Pazifikflotte     |                                                                   |
| 535           | Mercury                                       | Sewernaja     | 20. Februar 2015   | 12. März 2020  | 11.05.2023         | Schwarzmeerflotte | wegen der Sperrung des Bosporus zurzeit in der Baltischen Flotte. |
|               | Strogi                                        | Sewernaja     | 20. Februar 2015   |                |                    | Schwarzmeerflotte | im Bau                                                            |
| 339           | Geroi Rossijskoi Federazii Aldar Zydenschapow | Amurski SSZ   | 22. Juli 2015      |                | 25. Dezember 2020  | Pazifikflotte     |                                                                   |
| 343           | Reski                                         | Amurski SSZ   | 1. Juli 2016       | 1. Juli 2021   | 14. September 2023 | Pazifikflotte     |                                                                   |
|               | Grosny                                        | Amurski SSZ   | 23. August 2021    |                | für 2024 geplant   | Pazifikflotte     | im Bau                                                            |
|               | Brawy                                         | Amurski SSZ   | 29. September 2021 |                |                    | Pazifikflotte     | im Bau                                                            |
| Projekt 20386 |                                               |               |                    |                |                    |                   |                                                                   |
|               | Derski                                        | Sewernaja     | 28. Oktober 2016   |                | für 2021 geplant   | Nordflotte        | im Bau                                                            |

Das Stereguschtschi-Programm ist neben den strategischen U-Kreuzern des Projektes 955, dem Projekt 677 und den Mehrzweckkampfschiffen des Projektes 22350 eines der wichtigsten Programme des russischen Militärschiffbaus und bedeutet einen wichtigen Technologiesprung. Die WMF schätzte zu Beginn des Programms einen Bedarf von 40 Schiffen, die zu je zehn auf die vier Hauptflotten verteilt werden sollten. Am 1. Februar 2012 bestellte die russische Marine 10 Korvetten des modifizierten Projekts 20385.